# Cowboys & Englishmen
Cowboys & Englishmen è un album dei Poco, pubblicato dalla MCA Records nel febbraio del 1982.

## Tracce
Lato A
1. Sea of Heartbreak – 3:38 (Hal David, Paul Hampton)
2. No Relief in Sight – 3:05 (Eugene Dobbins, Johnny Wilson, Roy Bourke)
3. There Goes My Heart – 3:06 (Abner Silver, Benny Davis)
4. Ashes/Feudin' (brano strumentale) – 5:16 (John Logan, Rusty Young)

Lato B
1. Cajun Moon – 3:58 (J.J. Cale)
2. Ribbon of Darkness – 3:02 (Gordon Lightfoot)
3. If You Could Read My Mind – 3:51 (John Edwards, Lynn Duddy)
4. While You're on Your Way – 3:41 (Tim Hardin)
5. The Price of Love – 3:31 (Don Everly, Phil Everly)

## Musicisti
- Paul Cotton - chitarra, voce
- Rusty Young - chitarra, chitarra steel, voce
- Kim Bullard - tastiere, voce
- Charlie Harrison - basso, voce
- Steve Chapman - batteria